# Stock 16
Stock 16 es un cúmulo abierto que pertenece a 2 catálogos: el Catálogo RCW y el Catálogo Gum de la Región H II. 